# The Numbers
The Numbers (дословно — «Числа») — веб-сайт, алгоритмическим способом постоянно отслеживающий прибыль от кинопроката (кассовые сборы, или бокс-офис), видеопроката (DVD или Blu-Ray), VoD, аренды для телевидения и стриминговых сервисов. Сайт был создан в 1997 году предпринимателем Брюсом Нэшем (англ. Bruce Nash), официально запущен 17 октября.
По данным сервиса Alexa, на 1 мая 2019 года сайт занимает 41 768-е место по посещаемости в мире и 13 754-е — в США, а также занимает второе место по посещаемости среди счётчиков кассовых сборов (после Box Office Mojo).

## Глоссарий терминов кинобизнеса
На сайте представлен словарь различных терминов, используемых в области кинобизнеса (Glossary of Movie Business Terms).
Ad Budget (рекламный бюджет) — та часть бюджета, которая была потрачена на рекламу.
Awards Season (сезон наград) — время года, когда выходит наибольшее число фильмов, нацеленных на премию «Оскар». Официально начинается, когда объявляются номинанты на премию «Независимый дух», но неофициально может стартовать раньше, если фильм, которому прочат «Оскар», выходит раньше. Время для релиза «оскаровских» номинантов длится до 31 декабря, но сам сезон наград длится до тех пор, пока не будут объявлены победители в конце февраля — начале марта.
Budget (бюджет)
Domestic Box Office (отечественный бокс-офис) — суммарные деньги, которые зрители тратят на билеты в кинотеатрах на территории, именуемой как domestic market (отечественный/внутренний маркет), которая определяется как совокупность США, Канады, Пуэрто-Рико и Гуама.
Fanboy/Fangirl Effect (эффект фаната/фанатки)
Home Market (домашний рынок) может означать любые источники дохода, полученного от зрителей, посмотревших фильм дома.
The Hulk Effect (эффект «Халка»)
Internal Multiplier
International box office (международный бокс-офис) — суммарные кассовые сборы на всех территория, кроме domestic market.
Prints and Advertising (P&A) Budget
Production Budget (производственный бюджет)